# Norborne
Norborne é uma cidade localizada no estado americano de Missouri, no Condado de Carroll.

## Demografia
Segundo o censo americano de 2000, a sua população era de 805 habitantes.
Em 2006, foi estimada uma população de 779, um decréscimo de 26 (-3.2%).

## Geografia
De acordo com o United States Census Bureau tem uma área de
1,6 km², dos quais 1,6 km² cobertos por terra e 0,0 km² cobertos por água. Norborne localiza-se a aproximadamente 210 m acima do nível do mar.

## Localidades na vizinhança
O diagrama seguinte representa as localidades num raio de 24 km ao redor de Norborne.